# La bella addormentata (film 1964)
La bella addormentata (Спящая красавица) è un film del 1964 diretto da Apollinarij Ivanovič Dudko e Konstantin Sergeev.
Prodotto da Lenfil'm con la partecipazione del corpo di ballo del Kirov Ballet, il film è una trasposizione cinematografica dell'omonimo balletto di Pëtr Il'ič Čajkovskij, tratto a sua volta da La bella addormentata nel bosco di Charles Perrault.

## Trama
Ancora in fasce, la Principessa Aurora viene maledetta da una fata malvagia, che la condanna a cento anni di sonno dopo essersi punta con un fuso nel giorno del suo sedicesimo compleanno. Verrà salvata da un bacio del Principe Désiré, guidato dalla Fata Lilla.

## Distribuzione

### Date di uscita
- 12 giugno 1964 in Danimarca
- 3 agosto 1964 in Unione Sovietica
- 26 dicembre 1964 in Germania dell'Est
- 30 giugno 1965 in Argentina
- 21 settembre 1965 in Giappone
- novembre 1965 in Italia
- Aprile 1966 negli Stati Uniti
- Dicembre 1966 in Turchia
- 26 febbraio 1967 in Paesi Bassi
- 29 febbraio 1968 in Messico
- 13 agosto 1970 in Australia